# Nemacheilus tebo
Nemacheilus tebo är en fiskart som beskrevs av Renny Hadiaty och Maurice Kottelat 2009. Nemacheilus tebo ingår i släktet Nemacheilus och familjen grönlingsfiskar. Inga underarter finns listade i Catalogue of Life.